# Analemma

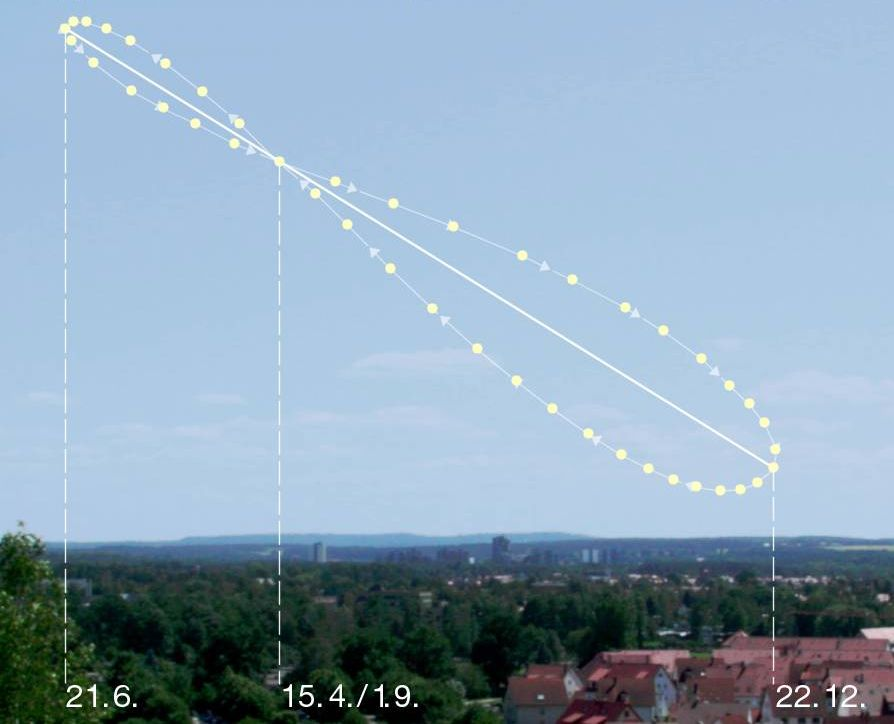
Zaznaczone położenie Słońca w kolejnych dniach o 9 rano. Wyznaczana przed południem jest pochylona w lewo

Analemma (analema) – figura zakreślana na nieboskłonie przez punkt, w którym znajduje się Słońce widziane z określonego punktu codziennie o tej samej godzinie. Na Ziemi krzywa ta ma kształt ósemki.
Przyczyna powstawania analemmy (na Ziemi; podobnie jest w przypadku innych ciał niebieskich) tkwi w połączeniu ruchu Ziemi wokół Słońca i nachylenia osi obrotu planety do płaszczyzny jej orbity. Najwyższy punkt analemmy osiągany jest latem, a najniższy zimą; punkty te odpowiadają przesileniu letniemu i zimowemu. Zmienna długość dnia wpływa na wysokość Słońca o danej godzinie, a więc w kolejnych punktach analemmy.
Na przesunięcia w kierunku wschód-zachód mają wpływ zarówno eliptyczność ziemskiej orbity i zmienna prędkość poruszania się po niej jak również nachylenie osi obrotu planety do płaszczyzny ekliptyki. Na innych planetach kształt analemmy będzie różny, ponieważ jest on uzależniony od nachylenia orbity i stosunku długości doby do długości roku.